# Thaumatococcus

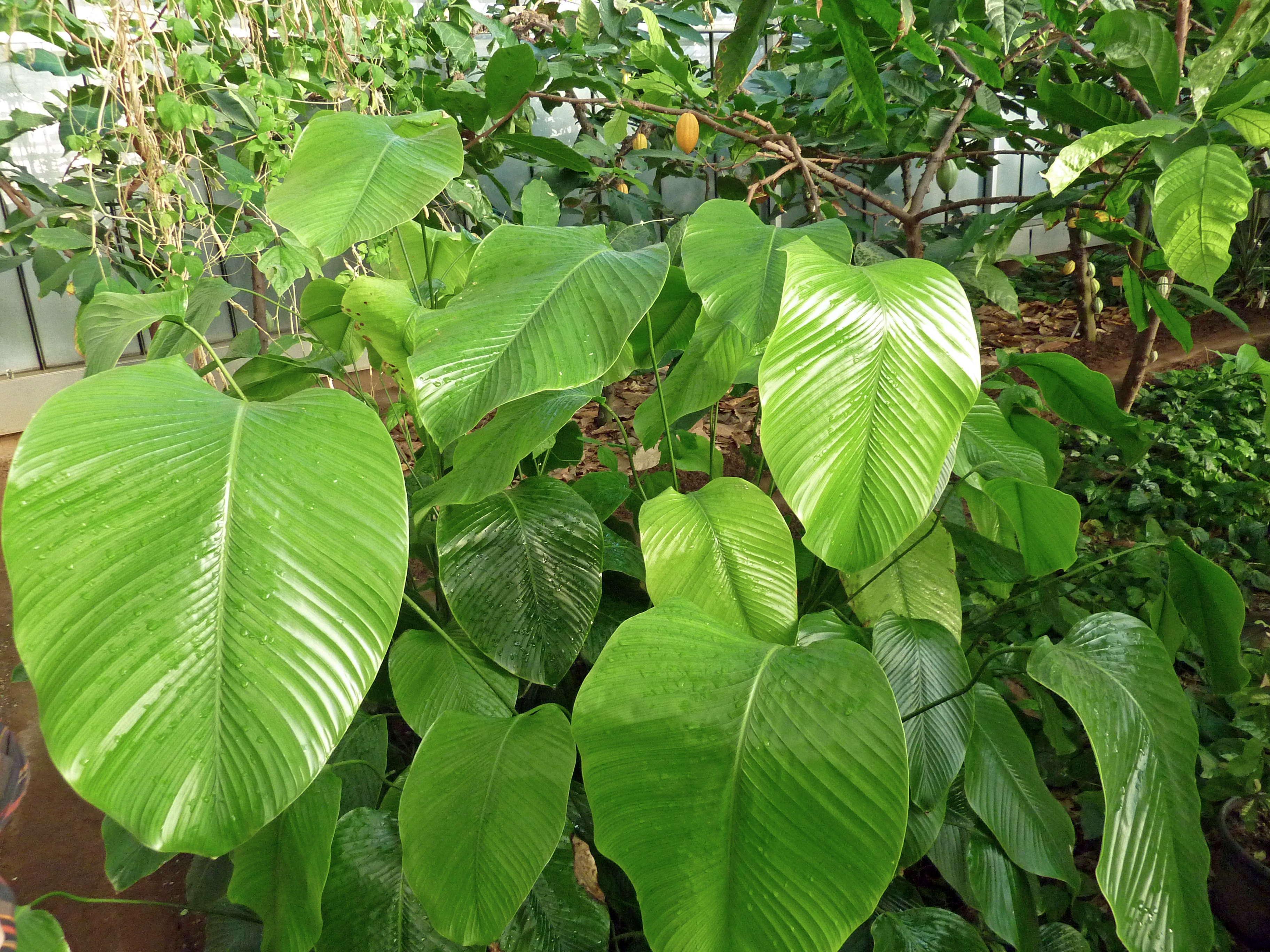
Thaumatococcus daniellii w szklarni Deutsches Institut für tropische und subtropische Landwirtschaft w Witzenhausen

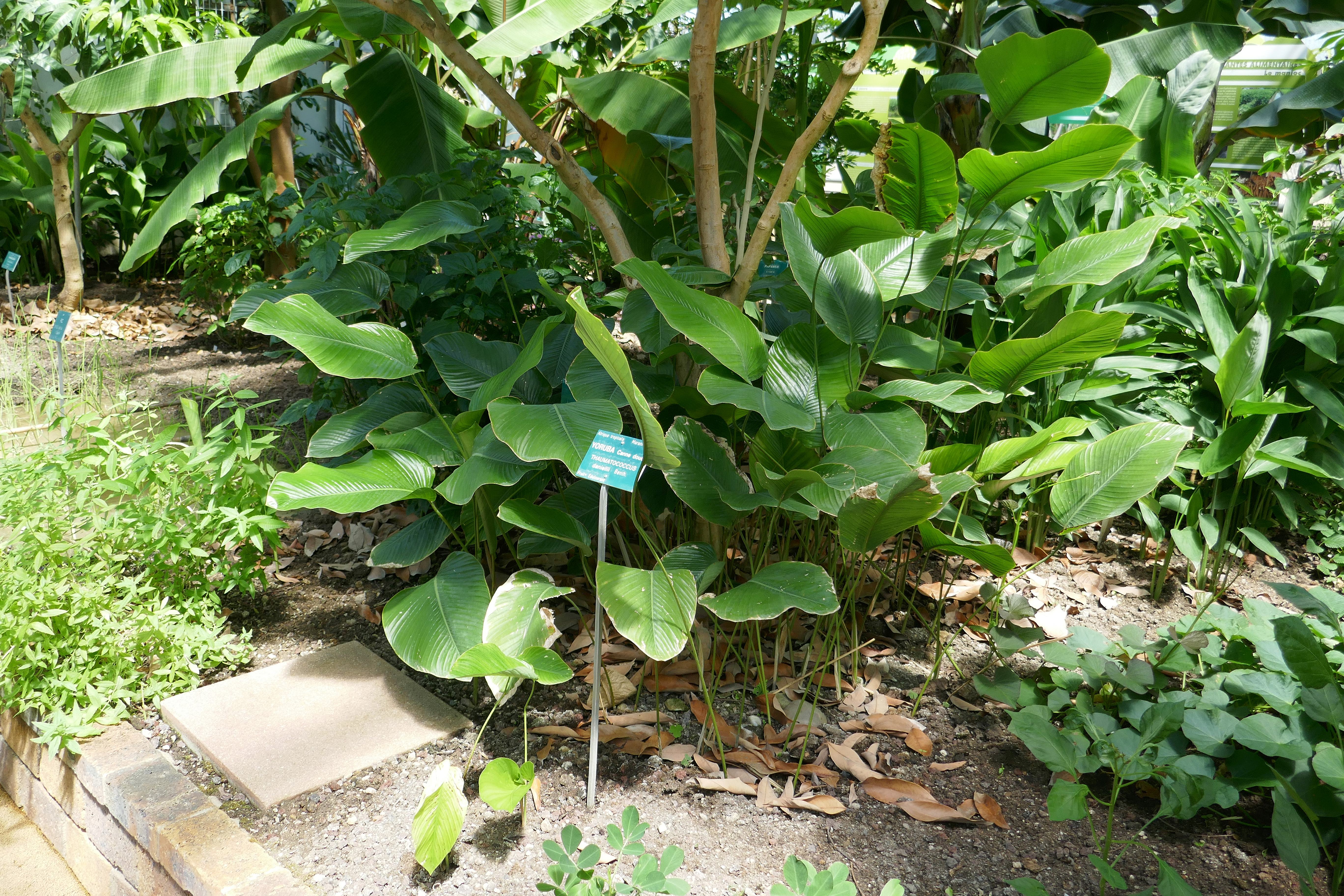
Thaumatococcus daniellii w szklarni ogrodu botanicznego Jean-Marie Pelt w Villers-lès-Nancy

Thaumatococcus Benth. − rodzaj roślin z rodziny marantowatych. Należą do niego dwa gatunki występujące w Afryce Zachodniej i północno-zachodniej Afryce Środkowej. Z owoców gatunku T. daniellii pozyskuje się taumatynę, najsłodszą substancję pochodzenia naturalnego znaną człowiekowi. Rośliny z tego gatunku stanowią bogate źródło związków fitochemicznych aktywnych biologicznie i są wykorzystywane leczniczo. Ogonki liściowe roślin wykorzystuje się w tkactwie, a blaszki liściowe jako materiał na strzechy. Są one również powszechnie stosowane jako materiał do pakowania żywności.

## Zasięg geograficzny
Zasięg Thaumatococcus daniellii ciągnie się od Liberii przez Gwineę, Sierra Leone, Wybrzeże Kości Słoniowej, Burkinę Faso, Ghanę, Togo, Nigerię, Kamerun i Republikę Środkowoafrykańską do zachodnich krańców pasma Ruwenzori w Demokratycznej Republice Konga na wschodzie oraz od rzeki Benue w Nigerii, przez Kamerun, Gwineę Równikową, Gabon i Kongo do eksklawy Kabinda i dolnej Katangi na południu. Gatunek występuje też na wyspach Zatoki Gwinejskiej oraz został introdukowany do Azji, na Wyspy Książęce, do Malajów, Singapuru, Indonezji i Australii.
Gatunek Thaumatococcus flavus jest endemitem Gór Krystalicznych w Gabonie.

## Morfologia
PokrójWieloletnie rośliny zielne, tworzące kępy, osiągające wysokość 2,5 metra, w przypadku Thaumatococcus flavus, lub 3,5 metra (4 metry), w przypadku T. daniellii.
PędySmukłe, pełzające, czasami rozwidlone kłącze.
LiścieLiście odziomkowe wyrastają z kłącza pojedynczo z każdego węzła. U dorosłych roślin obecnych jest nawet 30 liści w różnych stadiach rozwoju. Pochwa liściowa o długości do 20 cm, naga. Ogonek liściowy długości do 2,5 metra (T. flavus) lub do 3 metrów (T. daniellii), zielony, nagi. Poduszeczka liściowa długości 10 cm, naga. Blaszka liściowa niemal okrągła i nieco asymetryczna, o wymiarach do 40 × 30 cm (T. flavus) lub jajowato-eliptyczna, zaokrąglona, ścięta u nasady, o wymiarach do 46 × 30 cm (T. daniellii), z krótkim, szerokim wierzchołkiem, po obu stronach jasnozielona, z wyraźnymi, równoległymi żyłkami bocznymi.
KwiatyKwiaty wyrastają w parach, zebranych po 5–6 (T. daniellii) lub do 14 (T. flavus) w kłosy, proste lub rozgałęzione, długości około 10 cm (T. daniellii) lub do 20 cm (T. flavus), wyrastające tuż nad ziemią u nasady ogonków liściowych. Szypuła kwiatostanów osiąga do 10 cm wysokości. Osie kwiatostanu są brązowe, omszone. Kwiatostan i każde jego odgałęzienie z 2–4 podsadkami. Każda para kwiatów wsparta jest podsadką o długości ok. 2,2 cm, u T. flavus żółtą i owłosioną. Szypułki o długości 0,5 mm i 1 mm, nagie z jedną, brązową przysadką wielkości 1,5 × 0,9 mm. Listki okwiatu bladofioletowe (T. dianellii) lub żółte (T. flavus), długości podsadek. Listki zewnętrznego okółka szeroko równowąskie, długości 1 cm (T. daniellii) lub 1,2 cm (T. flavus). Listki wewnętrznego okółka podługowate, długości 2,5 cm (T. dianellii) lub 2,8 cm (T. flavus), zrośnięte na długości około 1,5 cm. Zewnętrzne prątniczki zwykle nieobecne. Guzowaty prątniczek długości około 25 mm. Kapturkowaty prątniczek długości około 25 mm. Jeden pręcik z pojedynczym pylnikiem, długości około 3 mm. Zalążnia zbudowana z trzech owocolistków, funkcjonalnie jednokomorowa, z jednym, anatropowym zalążkiem, omszona, u T. flavus żółtobrązowa. Szyjka słupka długości około 3 cm.
OwoceOwocostan składa się zwykle z 3–4 jagodopodobnych owoców, które dojrzewają na poziomie gruntu lub w nim zagłębione. Owoce ostrosłupowate lub trójgraniaste, o grubym, skórzastym egzokarpie, średnicy do 3 cm (T. daniellii) lub do 4 cm (T. flavus), w kolorze od ciemnozielonego, przez brązowy do karmazynowego lub jaskrawoczerwonego, gdy są w pełni dojrzałe. Każdy owoc zawiera 2–3 błyszczące, czarne i twarde nasiona, które otoczone są przez lepką, cienką, przezroczystą (u T. flavus białawą) osnówkę, która przez niektórych autorów uznawana jest za przekształcony z osnówki, śluzowaty endokarp owocu.

## Biologia i ekologia
RozwójZasadniczo rośliny z gatunku Thaumatococcus daniellii kwitną raz w roku, jednak w sprzyjających warunkach mogą zakwitnąć powtórnie. Roślina kwitnie przez większą część roku, ale szczyt kwitnienia przypada na okres od lipca do końca października, po którym pojawiają się owoce dojrzewające od stycznia do połowy kwietnia. Po dojrzeniu owoców obumiera liść, z kąta którego wyrasta szypuła. Badania biologii rozmnażania T. daniellii potwierdziły alogamiczny sposób rozmnażania tego gatunku. Zaobserwowano, że w zapylaniu kwiatów tej rośliny biorą udział ptaki (nektarnik oliwkowy) oraz mszycowate z rodzaju Aphis. Rośliny rozmnażają się również wegetatywnie.
SiedliskoThaumatococcus daniellii rośnie w runie gorących, wilgotnych lasów równikowych, na nizinach i w strefie przybrzeżnej Afryki Zachodniej, tworząc rozległe i gęste kolonie. Większość opisów stanowisk tego gatunku wskazuje na zacienione warunki lasów wtórnych lub wieloletnich upraw plantacyjnych, w tym kakaowca i koli. Roślina preferuje nisko położone, płaskie obszary z wilgotnymi, ale dobrze przepuszczalnymi i kwaśnymi glebami. Na obszarze występowania jest rozpowszechniona na wysokościach poniżej 800 m n.p.m., na klasycznych dla obszaru klimatu równikowego silnie zwietrzałych glebach ferralitowych. W Australii gatunek naturalizował się na obrzeżach tropikalnego lasu deszczowego na północy kontynentu.
T. flavus występuje wzdłuż strumieni w lesie pierwotnym porastającym Góry Krystaliczne, na wysokości 500 m n.p.m.
Interakcje międzygatunkoweThaumatococcus daniellii jest składnikiem diety goryli zachodnich.
Cechy fitochemiczneRośliny z gatunku T. daniellii są obfitym źródłem związków fitochemicznych aktywnych biologicznie. Ilościowe analizy fitochemiczne ekstraktów z owoców, liści i kłączy wykazały obecność dużych ilości alkaloidów, garbników, saponin, flawonoidów, flobafenów, antrachinonów, fitynianów, fenoli, steroidów i terpenoidów.
W osnówce nasion T. daniellii obecne jest białko taumatyna, będące jednym z najsłodszych związków znanych człowiekowi – około 100 000 razy słodszym od cukru w przeliczeniu na mol i 3000 razy słodszym na jednostkę masy. Uważana jest za najsłodszą substancję słodzącą pochodzenia naturalnego w przemyśle spożywczym i została ujęta jako najsłodsza substancja w Księdze rekordów Guinnessa. W dojrzałych owocach zawartość taumatyny w osnówce osiąga od 50 mg/g do 60 mg/g. Osnówki nasion roślin z tego gatunku zawierają oprócz taumatyny proteazę cysteinową zwaną taumatopainą o właściwościach zbliżonych do papainy, L-arabinozę, D-ksylozę, kwas D-glukuronowy i kwas 4-O-metylo-D-glukuronowy, pentozę i kwas uronowy.
Owocnia i nasiona cechują się wysoką zawartością kwasu fitynowego, garbników, saponin, polifenoli i olejków eterycznych, z których najwyższy procent stanowią cyklopropan, nonylo-5-tetradekan i 7-tetradekan. W owocach wykryto również obecność proantocyjanidyny.
Nasiona T. daniellii zawierają kwas oleinowy, kwas palmitynowy, kwas linolowy i kwas stearynowy.
Ogonki liściowe, kwiaty i owoce T. daniellii zawierają pochodne flawanoli i flawonów. W kwiatach obecne są antocyjany, będące pochodnymi delfinidyny, cyjanidyny i pelargonidyny oraz glikozydy flawonoidów, w tym kemferolu.
W liściach roślin z gatunku T. daniellii obecne są alkaloidy, garbniki, saponiny, flawonoidy, steroidy (sitosterol), terpenoidy, antrachinony, kardenolidy, glikozydy, kwas askorbinowy i kwas palmitynowy. W olejku eterycznym z liści obecne są między innymi kwas oleinowy, geranylogeraniol, skwalen i tetrakontan.
Kłącza i liście T. daniellii zawierają również lunamarynę, rybalinidynę, kemferol, rutynę, katechinę, epikatechinę, antocyjany i sparteinę.
GenetykaLiczba chromosomów 2n w przypadku gatunku Thaumatococcus daniellii wynosi 20.

## Systematyka
Pozycja systematycznaRodzaj z rodziny marantowatych (Marantaceae) z rzędu imbirowców (Zingiberales). W systemie Takhtajana z 1997 roku zaliczany do plemienia Phrynieae w rodzinie marantowatych, zaliczanej do rzędu Cannales. W obrębie rodziny jest rodzajem siostrzanym względem Megaphrynium, stanowiąc razem grupę siostrzaną dla kladu obejmującego rodzaje Hypselodelphys i Trachyphrynium.
Wykaz gatunków
- Thaumatococcus daniellii (Benn.) Benth. ex Eichler
- Thaumatococcus flavus A.C.Ley

## Nazewnictwo
Etymologia nazwy naukowejNazwa naukowa rodzaju pochodzi od greckich słów θαύμα (thauma – cud) i κόκκος (kokkos – jagoda).
Nazwy zwyczajowe w języku polskimRodzaj nie jest ujęty w polskich słownikach nazw zwyczajowych roślin.
Nazwy zwyczajowe w językach obcychW języku angielskim rośliny z gatunku T. daniellii nazywa się Sweet Prayer Plant, African Serendipity Plant, Miracle Fruit, Miraculous Berry lub Yoruba Soft Cane Fruit. W języku francuskim rośliny te noszą nazwę Fruit Miraculeux. Są one znane również pod nazwami zwyczajowymi z obszaru naturalnego występowania: katemfe (Sierra Leone), nzilizili (Demokratyczna Republika Konga), adundunmitan, ewe eran i ewe moi-moi (Nigeria). W języku igala ludu Igala i języku ibibio ludu Ibibio roślina nazywana jest iwee i mfang aya.

## Zastosowanie użytkowe

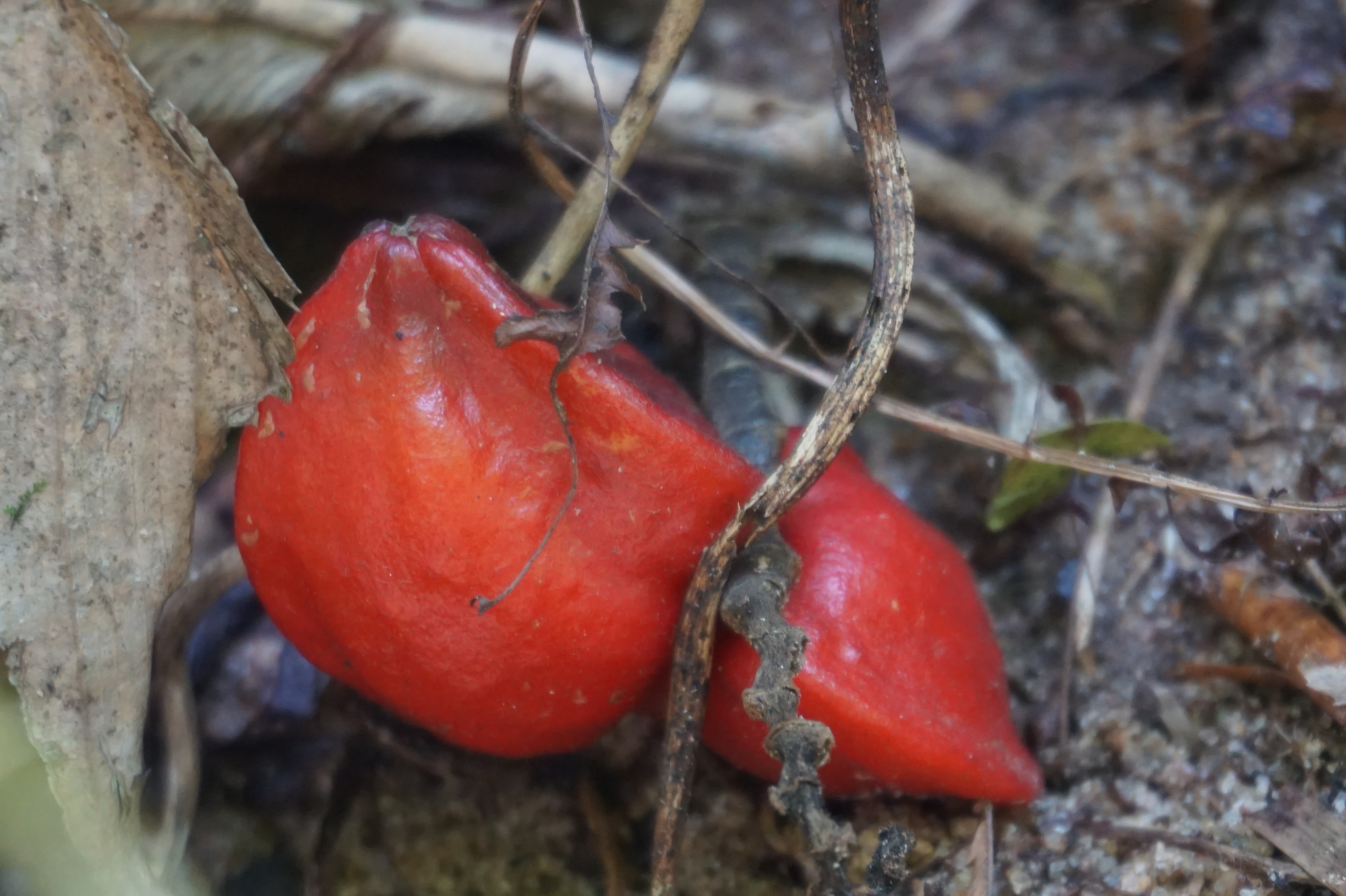
Owoce Thaumatococcus daniellii

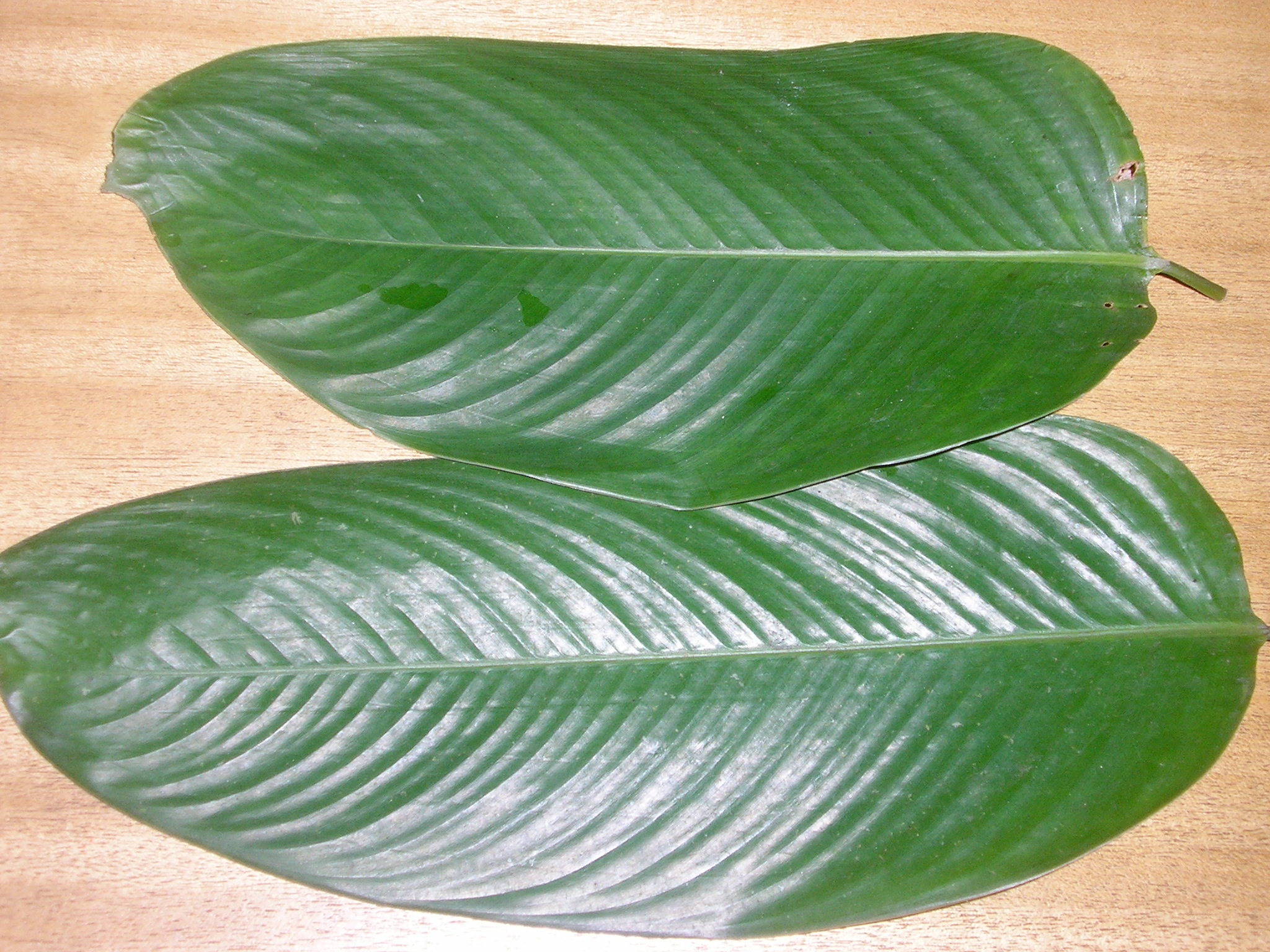
Liście Thaumatococcus daniellii

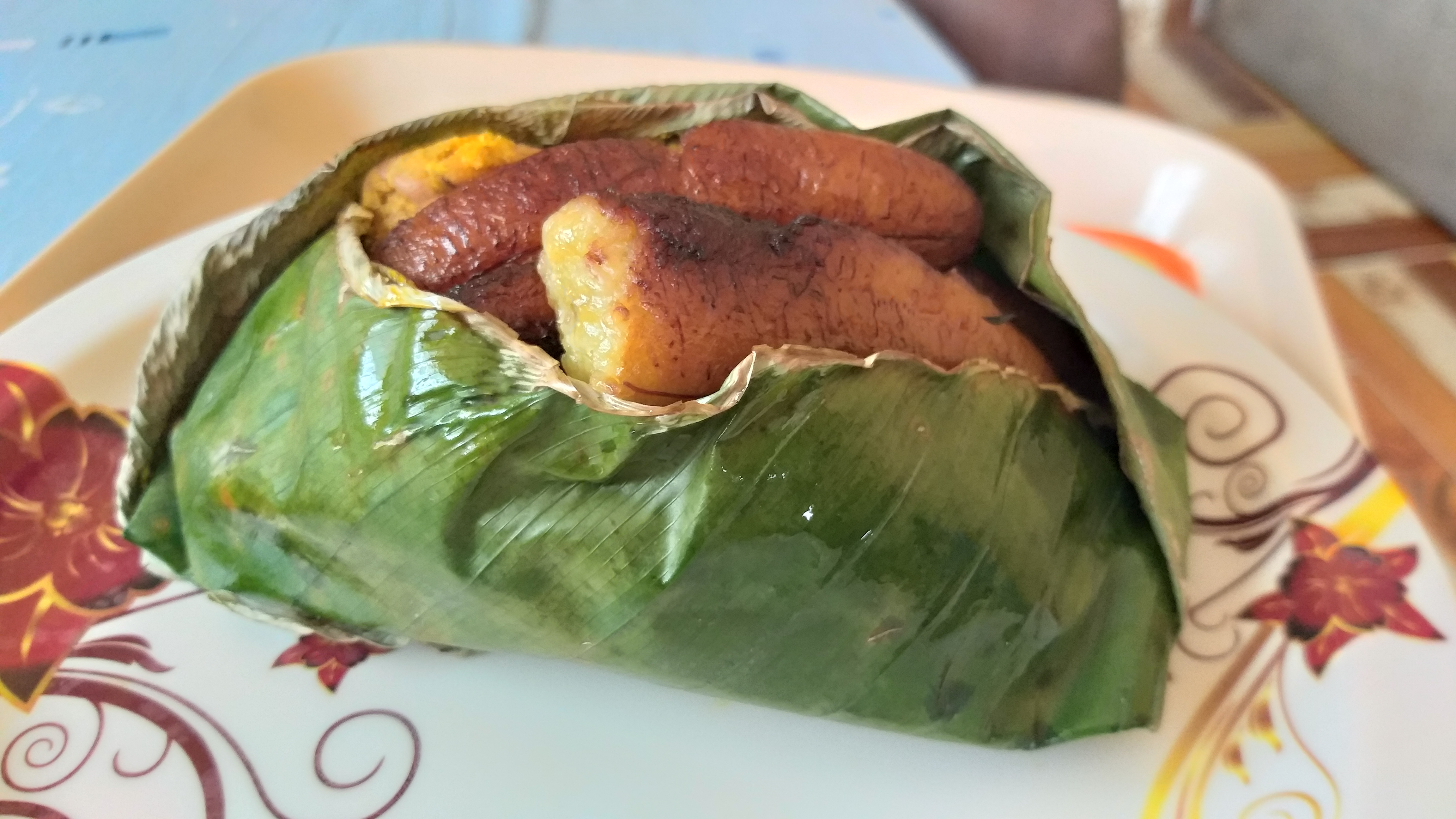
Potrawa red red ugotowana w liściu Thaumatococcus daniellii

Rośliny leczniczeOwoce i liście Thaumatococcus daniellii mają działanie przeczyszczające i stosowane są w zaburzeniach pracy wątroby. Wywarowi z kłączy przypisuje się działanie uspokajające i stosowany jest w niektórych zaburzeniach psychicznych. W Wybrzeżu Kości Słoniowej i w Kongu owoc T. daniellii wykorzystuje się w medycynie ludowej jako środek przeczyszczający, a nasiona jako środek wymiotny i na problemy płucne. Liście i korzenie są stosowane jako środki uspokajające i lecznicze w zaburzeniach psychicznych. Sok z liści jest również stosowany jako antidotum na jady, użądlenia i ukąszenia. W Demokratycznej Republice Konga kłącze i owoce podawane są kobietom rodzącym w przypadku dystocji barkowej i powikłań porodowych. T. daniellii wykorzystywana jest również w tradycyjnym leczeniu hiperglikemii i cukrzycy.
Badania na szczurach aktywności biochemicznej etanolowego ekstraktu z liści T. daniellii wykazały, że jego przyjmowanie doustne zwiększa aktywność narządowej dysmutazy ponadtlenkowej, zredukowanego glutationu w nerkach i stężenie lipoproteiny o wysokiej gęstości (HDL) w osoczu, jednocześnie zmniejszając aktywność transaminazy alaninowej i stężenia cholesterolu w osoczu oraz bilirubiny i dialdehydu malonowego w narządach. Etanolowy ekstrakt z liści tych roślin ma więc działanie przeciwutleniające, hepatoprotekcyjne i zmniejszające lipidemię. Ekstrakt fenolowy z liści powodował znaczącą, zależną od dawki, chelatację żelaza, peroksydację lipidów, hamował wytwarzanie dialdehydu malonowego. Wodny ekstrakt z liści w dawce 100 mg/kg zwiększał poziom przeciwutleniaczy u szczurów z cukrzycą wywołaną streptozotocyną. Zaobserwowano znaczny wzrost aktywności GSH, SOD i katalazy u zwierząt leczonych ekstraktem. Ekstrakty roślinne z T. dianellii poprawiają więc działanie antyoksydacyjne i łagodzą stres oksydacyjny. Ekstrakty etanolowe z liści indukowały zależne od dawki hamowanie α-amylazy. Zaobserwowano także zwiększony wychwyt glukozy w komórkach drożdży oraz lepszą od troloksu zdolność hamowania glikacji hemoglobiny. Podanie ekstraktu w dawkach 250 i 500 mg/kg masy ciała powodowało też istotny statystycznie, zależny od dawki spadek glikemii u chorych na cukrzycę w porównaniu z grupą kontrolną. Leczenie stanów ostrych i podostrych ekstraktem etanolowym z liści (200 i 400 mg/kg) spowodowało znaczne zmniejszenie glikemii na czczo i stężenia hemoglobiny glikowanej oraz obserwowalny wzrost stężenia amylazy w surowicy zwierząt chorych na cukrzycę. Ekstrakty z rośliny wykazują więc działanie przeciwcukrzycowe i przeciwhiperglikemiczne.
Olejek eteryczny z liści tej rośliny znacząco i w sposób zależny od dawki zmniejsza ilość rodników DPPH. Zaobserwowana aktywność była wyższa niż butylowanego hydroksyanizolu, butylowanego hydroksytoluenu, witaminy C i witaminy E. Ponadto olejek eteryczny wykazał zależną od dawki aktywność usuwania tlenku azotu, wyższą niż witamin C i E.
Ekstrakty z liści T. daniellii wykazały w badaniach działanie hamujące rozwój grzybów. Zaobserwowano, że najsilniejszą aktywność wykazywał ekstrakt etanolowy. Ponadto ekstrakty etanolowe i acetonowe wykazywały najniższe minimalne stężenie hamujące. Ekstrakty wodne i heksanowe były dość nieskuteczne.
Ekstrakt etanolowy z liści ma silne działanie przeciw bakteriom gronkowca złocistego, laseczki siennej, Streptococcus pyogenes, Shigella dysenteriae, Campylobacter jejuni i Salmonella typhi, porównywalne z działaniem cyprofloksacyny.
Rośliny spożywczeZ osnówki nasion Thaumatococcus daniellii pozyskuje się taumatynę, substancję słodzącą ok. 2000 do 3000 razy słodszą od sacharozy. Oprócz słodkiego smaku białko to wzmacnia niektóre smaki, maskując inne. Żucie surowych nasion wpływa na kubki smakowe tak, że przez około godzinę wszelkie kwaśne pokarmy wydają się mieć słodki smak; utrzymujący się posmak „słodzi” również gorzkie lub kwaśne smaki.
W zachodniej Afryce osnówki są tradycyjnie używane do osładzania pieczywa, nadmiernie sfermentowanego wina palmowego, kwaśnych deserów owocowych i kwaśnych potraw. Osnówek używa się również do słodzenia potraw, takich jak garri (sfermentowana mąka z manioku, zwykle smażona na oleju palmowym), pap (owsianka z mąki kukurydzianej) i herbaty.
Pierwszym Europejczykiem, który odkrył i opisał właściwości słodzące T. daniellii, był brytyjski botanik i chirurg William Freeman Daniell, który w 1848 roku sprowadził roślinę do Kew Gardens. Gatunek został nazwany jego imieniem w 1855 roku przez Johna Josepha Benetta (pod nazwą Phrynium daniellii). Po śmierci Daniella w 1865 roku badania właściwości tej rośliny zostały porzucone i powrócono do nich dopiero w latach 70. XX wieku, kiedy to zidentyfikowano taumatynę jako białko o właściwościach słodzących. Od lat 90. XX wieku taumatyna stosowana jest jako słodzik i wzmacniacz smaku w przemyśle spożywczym i cukierniczym w wielu krajach, zastępując syntetyczne słodziki. Stosowana jest jako słodzik lub modyfikator smaku w napojach, deserach, gumach do żucia i karmach dla zwierząt domowych. Taumatyna została dopuszczona do stosowania jako dodatek do żywności w Unii Europejskiej, pod numerem E957, i wielu innych krajach na całym świecie. Jest substancją bezpieczną dla zdrowia i jedyną substancją intensywnie słodzącą dopuszczoną w Polsce, która nie wymaga ustalenia poziomu tolerancji oraz dla której nie ma określonego dopuszczalnego dziennego poziomu spożycia.
Na przełomie XX i XXI wieku polscy naukowcy ze Szkoły Głównej Gospodarstwa Wiejskiego w Warszawie wytworzyli z wykorzystaniem cDNA taumatyny pochodzącego z T. daniellii genetycznie modyfikowane linie ogórków i pomidorów o słodszych owocach.
Liście T. daniellii są szeroko wykorzystywane w Ghanie i Nigerii do zawijania ryżu, yam (bulw pochrzynu), fasoli, kenkey (sfermentowanego ciasta z mąki kukurydzianej), owoców plantanu i moi moi w czasie gotowania.
W Nigerii liście T. daniellii dodawane są do karmy kóz.
Rośliny włóknisteOgonki liściowe służą do tkania mat, fantazyjnych toreb, kapci, pułapek na ryby i koszy oraz jako narzędzia i materiały budowlane. Liście wykorzystuje się jako materiał na strzechy do krycia dachów. Są one również powszechnie stosowane jako materiał do pakowania żywności, mydła i soli.
Rośliny magiczneW Gabonie T. daniellii uprawia się na wsiach jako fetysz.
Inne zastosowaniaBadania ekstraktów z rośliny wykazały potencjał do pozyskiwania z nich bio-półprzewodników.

## Uprawa
Uprawa rośliny możliwa jest w warunkach klimatu tropikalnego. Najlepiej rośnie na obszarach, gdzie roczne temperatury w ciągu dnia mieszczą się w zakresie 21–30 °C, ale toleruje wahania w przedziale 15–35 °C. Preferuje średnie roczne opady w przedziale 1700–2300 mm, ale toleruje 1300–2700 mm. Preferuje stanowiska zacienione, dobrze przepuszczalną glebę gliniastą o pH w zakresie 4,5–5 (przy czym toleruje pH = 4,3–7). Pierwsze kwitnienie rozpoczyna się 3 miesiące po posadzeniu, ale jest bardziej obfite po około 1 roku. Owoce rozwijają się tylko na roślinach, które mają 2 lata lub są starsze. Owoce dojrzewają po 13 tygodniach.